# Cerastium saccardoanum
Cerastium saccardoanum är en nejlikväxtart som beskrevs av Diratz. Cerastium saccardoanum ingår i släktet arvar, och familjen nejlikväxter. Inga underarter finns listade i Catalogue of Life.